# Málaga (tartomány)
Málaga tartomány egy tartomány Spanyolországban, Andalúzia autonóm közösségben.
Granada tartományban felszólaltak már egy Andalúziától különálló Granada autonóm közösség létrehozásáért, amely Granada, Almería és Málaga tartományokból állna, de ez végül nem kapott elég visszhangot.

## Közigazgatás

### Járások
| Málaga tartomány járásai |
| 1. Comarque Antequera 2. Axarquía - Costa del Sol Oriental 3. Costa del Sol Occidental 4. Guadalteba 5. Comarque de Malaga 6. Comarque Nororiental Málaga 7. Serranía de Ronda 8. Sierra de las Nieves 9. Valle del Guadalhorce |

### Községek
| Málaga tartomány községei | | |
| 1. Alameda 2. Alcaucín 3. Alfarnate 4. Alfarnatejo 5. Algarrobo 6. Algatocín 7. Alhaurín de la Torre 8. Alhaurín el Grande 9. Almáchar 10. Almargen 11. Almogía 12. Álora 13. Alozaina 14. Alpandeire 15. Antequera 16. Árchez 17. Archidona 18. Ardales 19. Arenas 20. Arriate 21. Atajate 22. Benadalid 23. Benahavís 24. Benalauría 25. Benalmádena 26. Benamargosa 27. Benamocarra 28. Benaoján 29. Benarrabá 30. Campillos 31. Canillas de Aceituno 32. Canillas de Albaida 33. Cañete la Real 34. Carratraca | 35. Cartajima 36. Cártama 37. Casabermeja 38. Casarabonela 39. Casares 40. Coín 41. Colmenar 42. Comares 43. Cómpeta 44. Cortes de la Frontera 45. Cuevas Bajas 46. Cuevas de San Marcos 47. Cuevas del Becerro 48. Cútar 49. El Borge 50. El Burgo 51. Estepona 52. Faraján 53. Frigiliana 54. Fuengirola 55. Fuente de Piedra 56. Gaucín 57. Genalguacil 58. Guaro 59. Humilladero 60. Igualeja 61. Istán 62. Iznate 63. Jimera de Líbar 64. Jubrique 65. Júzcar 66. Macharaviaya 67. Málaga 68. Manilva | 69. Marbella 70. Mijas 71. Moclinejo 72. Mollina 73. Monda 74. Montejaque 75. Nerja 76. Ojén 77. Parauta 78. Periana 79. Pizarra 80. Pujerra 81. Rincón de la Victoria 82. Riogordo 83. Ronda 84. Salares 85. Sayalonga 86. Sedella 87. Sierra de Yeguas 88. Teba 89. Tolox 90. Torremolinos 91. Torrox 92. Totalán 93. Valle de Abdalajís 94. Vélez-Málaga 95. Villanueva de Algaidas 96. Villanueva de la Concepción 97. Villanueva de Tapia 98. Villanueva del Rosario 99. Villanueva del Trabuco 100. Viñuela 101. Yunquera |